# Bedwas Rugby Football Club
Il Bedwas RFC è un club gallese di rugby a 15 della città di Bedwas. Come molte altre squadre gallesi di rugby, è difficile dire con precisione quando sia stato fondato. Ci sono prove che una squadra di rugby era attiva a Bedwas nel 1885, ma comunque, come anno ufficiale di fondazione del Bedwas RFC, è stato fissato il 1889.
Il Bedwas RFC è stato uno dei membri fondatori sia della Junior Monmouthshire League, nel 1903, che della Rhymney Valley League, nel 1906. Nel 1910 si è unita alla Welsh Rugby Union.
Attualmente la squadra partecipa al massimo campionato semiprofessionistico del Galles, la Welsh Premier Division.
Il club fa parte dell'area regionale dei Newport Gwent Dragons, team partecipante alla Celtic League.